# أزومانغا دايوه

## وصلات خارجية
| أيقونة بذرة | هذه بذرة مقالة عن موضوع متعلق باليابان بحاجة للتوسيع. فضلًا شارك في تحريرها. |